# اللغة التساخورية
اللغة التْسَاخُورِيَّة (ЦIaIхна миз) (بالروسية: Цахурский язык) - إحدى اللغات الرسمية في جمهورية داغستان ويتحدث بها شعب تساخور وهي منتشرة في منطقة رُتُول الداغستانية ومنطقتي زَكَتالا وقَاحْ الأذربيجانية.